# Drepturi inalienabile
Un drept inalienabil este un drept atașat direct persoanei în funcție de cine este; un drept inalienabil este un drept inerent unui individ pur și simplu din cauza a ceea ce este, din cauza condiției sale umane. Dar există și drepturi inalienabile atașate unei persoane din cauza calităților sale sau a poziției pe care o ocupă în societate. Prin urmare, o persoană nu se poate separa de drepturile sale inalienabile, chiar dacă dorește să facă acest lucru. În schimb, un drept care poate fi atribuit, transferat sau vândut este un drept alienabil.
De exemplu, o persoană nu poate renunța la libertatea sa în beneficiul altei persoane (sclavie), este un drept inalienabil. Drepturile omului sunt drepturi inalienabile și sunt reunite în Declarația Universală a Drepturilor Omului (DUDH). Pe de altă parte, o persoană își poate transfera sau vinde dreptul de proprietate, este vorba despre un drept alienabil. Cu toate acestea, există câteva excepții. Astfel, dreptul la libertate poate fi limitat pentru o persoană condamnată pentru infracțiuni de către o instanță.

## Definiție
David Ellerman definește dreptul inalienabil după cum urmează: este un drept care se atașează unui individ din cauza a ceea ce satisface o anumită calitate sau pentru că exercită un rol funcțional dat. Astfel, drepturile fundamentale ale omului sunt atașate fiecărui individ în calitatea sa de ființă umană. La fel, drepturile politice se acordă indivizilor cărora legea le recunoaște rolul funcțional al cetățenilor. Un drept inalienabil este netransferibil : nu poate fi cumpărat sau vândut. Dacă ar fi transferabil, cumpărătorul nu ar putea să-l folosească dacă nu ar avea calitatea cerută și nu ar avea niciun motiv să o cumpere dacă ar avea deja această calitate cerută.
La fel, David Ellerman definește dreptul alienabil după cum urmează: este un drept care se atașează unui individ fără ca acesta să satisfacă nicio calitate. Un astfel de drept este transferabil  : poate fi dobândit din mâinile unui prim titular și eventual revândut ulterior. Cel mai clasic exemplu este dreptul la proprietate.
- Un drept inalienabil expiră automat la moartea titularului său din simplul motiv că și calitatea prin care a fost deținut acest drept expiră. Pe de altă parte, un drept înstrăinabil nu expiră la moartea titularului său: este transferat automat moștenitorilor săi.
- Dreptul la vot pe care o deține în calitate de cetățean, lucrător uniune sau cooperator este un inalienabil drept , în timp ce dreptul de vot deținut de acționar al unei societăți capitaliste este un alienabil drept .
- Un drept inalienabil nu este un drept care necesită consimțământul titularului său pentru a fi înstrăinat; este un drept care nu poate fi deloc înstrăinat, chiar dacă titularul acestui drept este de acord cu acesta . Rezultatul, potrivit lui Ellerman, este „o problemă majoră în teoria lui John Rawls și în ansamblul filosofiei liberale sau contractuale de astăzi” .